# Archeologia marxista
L'archeologia marxista è una teoria archeologica che interpreta i dati archeologici all'interno della concezione marxista. Sebbene né Karl Marx né Friedrich Engels avessero descritto come l'archeologia avrebbe potuto essere compresa nella visione storica marxista, la teoria fu sviluppata dagli archeologi sovietici durante l'inizio del XX secolo. Divenuta la teoria archeologica dominante nell'URSS, fu successivamente accolta e adottata dagli archeologi di altre nazioni, in particolare da quelli del Regno Unito, dove fu diffusa dall'influente Vere Gordon Childe.
Con l'avvento dell'archeologia post-processuale negli anni ottanta e novanta, forme di archeologia marxista divennero ancora una volta molto popolari presso la comunità archeologica.
L'archeologia marxista sostiene che le società passate devono essere esaminate in ottica marxista, in modo da avere una base materialistica. Sostiene inoltre che il cambiamento sociale si verifica grazie alla lotta di classe e che la società umana ha attraversato una serie di fasi: il comunismo primitivo, la schiavitù, il feudalesimo e infine il capitalismo.